# 테아 레오니
엘리자베스 테이아 판털레이오니(Elizabeth Téa Pantaleoni, 영어 발음: /ˈteɪ.ə pɑːntəleɪˈoʊniː/ 1966년 2월 25일 ~ )는 활동명 테아 레오니(영어: Téa Leoni 테이아 레이오니[*], 영어 발음: /ˈteɪ.ə leɪˈoʊni/)로 알려진 미국의 배우 및 제작자이다.
경력 초창기에 TV 시트콤 《플라잉 블라인드》 (1992–93)와 《네이키드 트루》 (1995–98)등에 출연했다. 주목을 받기 시작한 작품은 1995년 액션 영화 《나쁜 녀석들》이다. 그 이후 《딥 임팩트》 (1998), 《패밀리 맨》 (2000), 《쥬라기 공원 3》 (2001), 《뻔뻔한 딕 & 제인》 (2005)등에 출연했다. 2014년부터는 CBS의 정치 드라마 《마담 세크리터리》의 주연을 맡으며 TV 무대로 돌아왔다.

## 어린 시절과 가족
레이오니는 뉴욕에서 태어났다. 어머니 에일리 앤 (Emily Ann, [처녀때 성 패터슨 :Patterson]),는 영양학자였고, 아버지인 앤서니 판털레이오니 (Anthony Pantaleoni)는 로펌 풀브라이트 & 재워스키의 변호사였다. 외할머니는 이탈리아와 잉글랜드계이며; 그녀의 아버지는 이탈리아 경제학자이자 정치인 마페오 판탈레오니의 조카였다. 친할머니인 폴란드계 미국인 배우 헬렌카 아다모프스카 판털레이오니는 음악가 유제프 아다모프스키 (Józef Adamowski)와 안토니나 슈모프스카-아다모프스카 (Antonina Szumowska-Adamowska)의 딸이다. 레이오니의 어머니는 텍사스주 애머릴로 토박이로, 배우 행크 패터슨의 조카딸이였다. 레이오니는 뉴저지 주의 엥글우드와 뉴욕에서 자랐으며, 브리얼리 스쿨과 버몬트에 있는 퍼트니 스쿨이라는 두 개의 사립 학교에 다녔다. 세라 로런스 대학교에 진학하였으나 중퇴했다.

## 생애
1988년에 레이오니는 1970년대 쇼 《미녀 삼총사》의 추가 버전인 《Angels 88》 중 한 명으로 캐스팅되었다. 그러나 제작이 미뤄지게 되면서, 그 방송 프로그램은 방영되지 못 했다. 1년 뒤 NBC의 주간 연속극 《산타 바바라》의 리사 디나폴리 역으로 캐스팅됐다. 1991년 그녀는 코미디 영화 《스위치》에서 단역으로 출연하며 영화 무대 데뷔를 했고 《그들만의 리그》 (1992)에서도 단역으로 출연했다.
1992년부터 1993년까지 레이오니는 폭스의 시트콤 《플라잉 블라인드》에 코리 파커와 함께 출연했다. 1995년 2월에는 《치어스》의 스핀오프 《프레이저》에서 샘 멀론 (테드 댄슨)의 약혼녀로 출연했다. 그 해 말에 타블로이드 저널리스트 노라 와일드 역을 연기하며, ABC/NBC 시트콤 《네이키드 트루》의 주연을 맡게 됐다.

## 출연작 목록

### 영화
| 연도 | 제목                     | 원제                           | 배역                 | 비고 |
| ---- | ------------------------ | ------------------------------ | -------------------- | ---- |
| 1991 | 스위치                   | Switch                         | 코니                 |      |
| 1992 | 그들만의 리그            | A League of Their Own          | 라신 1루수           |      |
| 1994 | 와이어트 어프            | Wyatt Earp                     | 아이라 클라크        |      |
| 1995 | 나쁜 녀석들              | Bad Boys                       | 줄리 모트            |      |
| 1996 | 디제스터                 | Flirting with Disaster         | 티나 캘브            |      |
| 1998 | 딥 임팩트                | Deep Impact                    | 제니 러너            |      |
| 1998 | 천국에는 물고기밥이 없다 | There's No Fish Food in Heaven | 랜딘                 |      |
| 2000 | 패밀리 맨                | The Family Man                 | 케이트 레이놀즈      |      |
| 2001 | 쥬라기 공원 3            | Jurassic Park III              | 어맨다 커비          |      |
| 2002 | 목격자                   | People I Know                  | 질리 호퍼            |      |
| 2002 | 할리우드 엔딩            | Hollywood Ending               | 엘리                 |      |
| 2004 | 하우스 오브 디           | House of D                     | 워쇼 부인            |      |
| 2004 | 스팽글리쉬               | Spanglish                      | 데버라 클래스키      |      |
| 2005 | 뻔뻔한 딕 & 제인         | Fun with Dick and Jane         | 제인 하퍼            |      |
| 2007 | 유 킬 미                 | You Kill Me                    | 로럴 피어슨          |      |
| 2008 | 고스트 타운              | Ghost Town                     | 그웬                 |      |
| 2009 | 성공의 향기              | The Smell of Success           | 로즈메리 로즈        |      |
| 2011 | 타워 하이스트            | Tower Heist                    | 특수요원 클레어 데넘 |      |

### 텔레비전 드라마
| 연도    | 제목            | 원제            | 배역              | 비고                                        |
| ------- | --------------- | --------------- | ----------------- | ------------------------------------------- |
| 1989    | 샌타바버라      | Santa Barbara   | 리사 디나폴리     | 6회분 출연                                  |
| 1992-93 | 플라잉 블라인드 | Flying Blind    | 얼리샤            | 주인공                                      |
| 1995    | 프레이저        | Frasier         | 실라              | "The Show Where Sam Shows Up" 에피소드 출연 |
| 1995-98 | 네이키드 트루스 | The Naked Truth | 노라 와일드       | 주인공                                      |
| 2010    | 엑스파일        | The X-Files     | 본인              | 시즌7 〈헐리우드에 간 X파일〉편 출연        |
| 2014-19 | 마담 세크리터리 | Madam Secretary | 엘리자베스 매코드 | 주인공                                      |